# Novara Calcio 2012-2013
Questa voce raccoglie le informazioni riguardanti il Novara Calcio nelle competizioni ufficiali della stagione 2012-2013.

## Stagione
Nella stagione 2012-2013 il Novara ha disputato il trentesimo campionato in Serie B della sua storia. Gli azzurri si presentano ai blocchi di partenza da neo-retrocessi confermando buona parte dell'organico della stagione precedente; tuttavia l'inizio della stagione non si rivela all'altezza delle aspettative, e complice una serie di sei sconfitte consecutive maturate tra ottobre e dicembre del 2012, la squadra si ritrova sorprendentemente a occupare le ultime posizioni della classifica. L'arrivo di Alfredo Aglietti, chiamato a sostituire l'esonerato Tesser, porterà gli azzurri a scalare la classifica nel girone di ritorno trascinati dalle reti di Pablo Gonzalez e Haris Seferović, arrivato in prestito a Novara dalla Fiorentina durante la sessione di mercato invernale. La squadra finirà la stagione al 5º posto riuscendo a qualificarsi per i play-off, persi in semifinale contro l'Empoli. Nella Coppa Italia il Novara disputa i primi due turni, nel primo supera (4-3) il Lumezzane, nel secondo perde (2-0) a Firenze contro la viola.

## Divise e sponsor
Il fornitore ufficiale di materiale tecnico per la stagione 2012-2013 è stato Joma, mentre lo sponsor di maglia è stato Banca Popolare di Novara.
| 1ª divisa | 2ª divisa | 3ª divisa |

## Organigramma societario
Area direttiva
- Presidente: Carlo Accornero
- Vicepresidente esecutivo e Amministratore delegato: Massimo De Salvo
- Direttore generale: Luca Faccioli
- Direttore sportivo: Cristiano Giaretta
- Responsabile scouting: Dario Rossi
- Segretari sportivi: Emanuela Lubian e Paolo Morganti
- Segretari amministrativi: Lorella Matacera e Marisa Parmigiani
- Responsabile settore giovanile: Mauro Borghetti
- Amministrazione, finanza e controllo: Angela Zucca
- Responsabile legale: Bruno Poy

Area tecnica
- Allenatore: Attilio Tesser (fino al 31 ottobre),[1] poi Giacomo Gattuso (fino al 18 novembre), poi Alfredo Aglietti[2]
- Allenatore in seconda: Mark Tullio Strukelj (fino al 31 ottobre), poi Carlo Perrone (fino al 18 novembre)[3] poi Carlo Perrone
- Preparatore dei portieri: Leonardo Cortiula (fino al 31 ottobre), poi Renato Redaelli[3]
- Preparatore atletico: Marco Caser (fino al 18 novembre), poi Daniele Sorbello[2]
- Collaboratori: Matteo Centurioni ed Edoardo Renosto
- Team Manager: Matteo Perazzini

Area sanitaria
- Responsabile sanitario: Marco Salvucci
- Medico sociale: Giorgio Fortina
- Massofisioterapisti: Lorenzo De Mani ed Eugenio Piccoli
- Riabilitatore: Gian Mario Foglia

## Rosa
Rosa, numerazione e ruoli sono aggiornati al 26 gennaio 2013.
| N. |                       | Ruolo | Calciatore                       |
| -- | --------------------- | ----- | -------------------------------- |
| 1  | Slovacchia (bandiera) | P     | Tomáš Košický                    |
| 2  | Italia (bandiera)     | D     | Romano Perticone                 |
| 3  | Ghana (bandiera)      | D     | Masahudu Alhassan                |
| 4  | Italia (bandiera)     | D     | Andrea Lisuzzo                   |
| 5  | Italia (bandiera)     | D     | Carlalberto Ludi (vice capitano) |
| 6  | Italia (bandiera)     | C     | Daniele Buzzegoli                |
| 7  | Italia (bandiera)     | A     | Federico Piovaccari              |
| 7  | Italia (bandiera)     | D     | Alessandro Crescenzi             |
| 8  | Italia (bandiera)     | A     | Simone Motta                     |
| 9  | Italia (bandiera)     | A     | Raffaele Rubino (capitano)       |
| 10 | Danimarca (bandiera)  | C     | Daniel Jensen                    |
| 11 | Paraguay (bandiera)   | C     | Rodrigo Alborno                  |
| 11 | Svizzera (bandiera)   | A     | Haris Seferović                  |
| 13 | Italia (bandiera)     | C     | Francesco Parravicini            |
| 14 | Ghana (bandiera)      | C     | Ahmed Barusso                    |
| 15 | Italia (bandiera)     | D     | Luca Ghiringhelli                |
| 16 | Italia (bandiera)     | C     | Emanuele Panzeri                 |
| 17 | Italia (bandiera)     | A     | Alberto Libertazzi               |

| N. |                       | Ruolo | Calciatore            |
| -- | --------------------- | ----- | --------------------- |
| 18 | Italia (bandiera)     | C     | Francesco Marianini   |
| 19 | Argentina (bandiera)  | A     | Pablo Andrés González |
| 20 | Italia (bandiera)     | C     | Flavio Lazzari        |
| 21 | Italia (bandiera)     | D     | Lorenzo Del Prete     |
| 21 | Italia (bandiera)     | D     | Riccardo Colombo      |
| 22 | Italia (bandiera)     | P     | Francesco Bardi       |
| 23 | Italia (bandiera)     | C     | Simone Pesce          |
| 24 | Italia (bandiera)     | C     | Paolo Faragò          |
| 25 | Svezia (bandiera)     | A     | Agon Mehmeti          |
| 26 | Italia (bandiera)     | D     | Andrea Peverelli      |
| 26 | Francia (bandiera)    | A     | Alain Baclet          |
| 29 | Italia (bandiera)     | D     | Alessandro Bastrini   |
| 30 | Francia (bandiera)    | A     | Matthias Lepiller     |
| 31 | Bulgaria (bandiera)   | A     | Ivan Vălčanov         |
| 32 | Portogallo (bandiera) | C     | Bruno Fernandes       |
| 33 | Italia (bandiera)     | P     | Enrico Tonozzi        |
| 34 | Italia (bandiera)     | D     | Francesco Vicari      |
| 44 | Italia (bandiera)     | P     | Lorenzo Montipò       |

## Risultati

### Serie B

#### Girone di andata
| Arbitro: | Irrati (Pistoia) |

|              |           |              |
| Sforzini 18’ | Marcatori | 64’ González |

| Arbitro: | Palazzino (Ciampino) |

|                               |           |                   |
| Ghiringhelli 29’ González 81’ | Marcatori | 48’, 70’ Saponara |

| Arbitro: | Velotto (Grosseto) |

|               |           |                                    |
| Graffiedi 46’ | Marcatori | 23’, 27’, 45’ Mehmeti 85’ González |

| Arbitro: | Di Paolo (Avezzano) |

|                |           |                |
| Parravicini 5’ | Marcatori | 40’ R. Improta |

| Arbitro: | Ciampi (Roma) |

|             |           |              |
| Martinho 4’ | Marcatori | 84’ Alhassan |

| Arbitro: | Tommasi (Bassano del Grappa) |

|              |           |  |
| González 85’ | Marcatori |  |

| Arbitro: | Giancola (Vasto) |

|              |           |                      |
| González 77’ | Marcatori | 13’ Nolè 49’ Litteri |

| Arbitro: | Cervellera (Taranto) |

|         |           |  |
| Ely 49’ | Marcatori |  |

| Arbitro: | Baracani (Firenze) |

|                                                        |           |                          |
| Mehmeti 30’ González 57’ Stovini 81’ (aut.) Baclet 90’ | Marcatori | 64’, 82’ And. Caracciolo |

| Arbitro: | Borriello (Mantova) |

|                            |           |           |
| Gabionetta 59’, 65’ (rig.) | Marcatori | 47’ Pesce |

| Arbitro: | Pinzani (Empoli) |

|             |           |            |
| Mehmeti 24’ | Marcatori | 62’ Troest |

| Arbitro: | Irrati (Pistoia) |

|                      |           |  |
| Zaza 53’ Fossati 70’ | Marcatori |  |

| Arbitro: | Merchiori (Ferrara) |

|  |           |               |
|  | Marcatori | 38’ Giannetti |

| Arbitro: | Nasca (Bari) |

|                                  |           |  |
| Terranova 63’ (rig.) Berardi 66’ | Marcatori |  |

| Arbitro: | Candussio (Cervignano del Friuli) |

|                           |           |            |
| Castiglia 62’ Gentili 69’ | Marcatori | 21’ Faragò |

| Arbitro: | Ostinelli (Como) |

|  |           |              |
|  | Marcatori | 90’ Paulinho |

| Arbitro: | Cervellera (Taranto) |

|               |           |  |
| Ardemagni 90’ | Marcatori |  |

| Arbitro: | Velotto (Grosseto) |

|                                |           |                |
| González 22’, 43’ Lepiller 35’ | Marcatori | 37’ Zé Eduardo |

| Arbitro: | Tommasi (Bassano del Grappa) |

|            |           |                                               |
| Fedato 65’ | Marcatori | 47’ Buzzegoli 58’ Mehmeti 74’ (rig.) González |

| Arbitro: | Candussio (Cervignano del Friuli) |

|                                   |           |  |
| Perticone 11’ González 90’ (rig.) | Marcatori |  |

| Arbitro: | Roca (Foggia) |

|            |           |  |
| Turchi 84’ | Marcatori |  |

#### Girone di ritorno
| Arbitro: | Borriello (Mantova) |

|                          |           |  |
| Pesce 21’ F. Lazzari 90’ | Marcatori |  |

| Arbitro: | La Penna (Roma) |

|  |           |                             |
|  | Marcatori | 69’ Lepiller 90’ F. Lazzari |

| Arbitro: | Baracani (Firenze) |

|  |           |             |
|  | Marcatori | 28’ Tonucci |

| Arbitro: | Ciampi (Roma) |

|                       |           |                                                                      |
| Caserta 57’ Bruno 84’ | Marcatori | 38’ Lepiller 50’ (rig.) González 70’ (aut.) Figliomeni 72’ Seferović |

| Arbitro: | Gavillucci (Latina) |

|           |           |  |
| Pesce 53’ | Marcatori |  |

| Arbitro: | Mariani (Aprilia) |

|  |           |                                                                                       |
|  | Marcatori | 22’ Borges Fernandes 28’ Lepiller 60’ Seferović 64’ González 76’ Pesce 83’ F. Lazzari |

| Arbitro: | Palazzino (Ciampino) |

|                    |           |                      |
| Maniero 75’ (rig.) | Marcatori | 58’ Borges Fernandes |

| Arbitro: | Velotto (Grosseto) |

|           |           |               |
| Pesce 39’ | Marcatori | 90’ Antonazzo |

| Arbitro: | Tommasi (Bassano del Grappa) |

|                  |           |              |
| L.A. Scaglia 30’ | Marcatori | 9’ Seferović |

| Arbitro: | Candussio (Cervignano del Friuli) |

|                                                          |           |           |
| Seferović 12’, 44’ Pesce 21’ Perticone 33’ Crescenzi 53’ | Marcatori | 45’ Eramo |

| Arbitro: | Mariani (Aprilia) |

|  |           |                           |
|  | Marcatori | 36’ F. Lazzari 53’ Rubino |

| Arbitro: | Ciampi (Roma) |

|              |           |  |
| Lepiller 24’ | Marcatori |  |

| Arbitro: | Abbattista (Molfetta) |

|                            |           |                                                                                     |
| Schiavon 6’ Di Carmine 83’ | Marcatori | 33’ (rig.), 48’ Buzzegoli 37’ Lepiller 81’ Borges Fernandes 85’ Rubino 88’ González |

| Arbitro: | Merchiori (Ferrara) |

|                                              |           |                             |
| Borges Fernandes 2’ Buzzegoli 13’ Faragò 90’ | Marcatori | 16’ Berardi 31’ (aut.) Ludi |

| Arbitro: | Cervellera (Taranto) |

|                                                  |           |             |
| F. Lazzari 41’ Buzzegoli 56’ (rig.) González 70’ | Marcatori | 27’ Gentili |

| Arbitro: | Irrati (Pistoia) |

|            |           |                         |
| Duncan 87’ | Marcatori | 25’, 63’, 90’ Seferović |

| Arbitro: | Baracani (Firenze) |

|  |           |           |
|  | Marcatori | 53’ Gozzi |

| Arbitro: | Palazzino (Ciampino) |

|                                        |           |                                                    |
| Bonazzoli 17’ De Feudis 52’ Cutolo 90’ | Marcatori | 19’ (aut.) Dellafiore 23’ F. Lazzari 41’ Seferović |

| Arbitro: | Gavillucci (Latina) |

|  |           |            |
|  | Marcatori | 51’ Caputo |

| Arbitro: | Ciampi (Roma) |

|             |           |                               |
| Scaglia 31’ | Marcatori | 33’ F. Lazzari 81’ Libertazzi |

| Arbitro: | Nasca (Bari) |

|            |           |                |
| Rubino 55’ | Marcatori | 12’ Falcinelli |

### Play-off

#### Semifinali
| Arbitro: | Candussio (Cervignano del Friuli) |

|                      |           |              |
| Buzzegoli 36’ (rig.) | Marcatori | 3’ Maccarone |

| Arbitro: | Mariani (Aprilia) |

|                                              |           |               |
| Tavano 18’ Saponara 22’, 70’ Mch'edlidze 90’ | Marcatori | 37’ Seferović |

### Coppa Italia

#### Secondo turno
| Arbitro: | Baracani (Firenze) |

|                                                          |           |                                       |
| Inglese 11’ (aut.) González 42’ Piovaccari 46’ Motta 59’ | Marcatori | 15’ Giorico 56’ Marcolini 68’ Kirilov |

#### Terzo turno
| Arbitro: | Massa (Imperia) |

|                        |           |  |
| Ljajić 43’ Pasqual 54’ | Marcatori |  |

## Statistiche

### Statistiche di squadra
| Competizione | Punti        | In casa | In casa | In casa | In casa | In casa | In casa | In trasferta | In trasferta | In trasferta | In trasferta | In trasferta | In trasferta | Totale | Totale | Totale | Totale | Totale | Totale | DR  |
| Competizione | Punti        | G       | V       | N       | P       | Gf      | Gs      | G            | V            | N            | P            | Gf           | Gs           | G      | V      | N      | P      | Gf     | Gs     | DR  |
| ------------ | ------------ | ------- | ------- | ------- | ------- | ------- | ------- | ------------ | ------------ | ------------ | ------------ | ------------ | ------------ | ------ | ------ | ------ | ------ | ------ | ------ | --- |
| Serie B      | 64 (-3 pen.) | 21      | 10      | 5       | 6       | 32      | 20      | 21           | 9            | 5            | 7            | 41           | 26           | 42     | 19     | 10     | 13     | 73     | 46     | +27 |
| Play-off     |              | 1       | 0       | 1       | 0       | 1       | 1       | 1            | 0            | 0            | 1            | 1            | 4            | 2      | 0      | 1      | 1      | 2      | 5      | -3  |
| Coppa Italia |              | 1       | 1       | 0       | 0       | 4       | 3       | 1            | 0            | 0            | 1            | 0            | 2            | 2      | 1      | 0      | 1      | 4      | 5      | -1  |
| Totale       | -            | 23      | 11      | 6       | 6       | 37      | 24      | 23           | 9            | 5            | 9            | 42           | 32           | 46     | 20     | 11     | 15     | 79     | 56     | +23 |

### Statistiche dei giocatori
| Giocatore             | Serie B  | Serie B | Serie B     | Serie B    | Play-off | Play-off | Play-off    | Play-off   | Coppa Italia | Coppa Italia | Coppa Italia | Coppa Italia | Totale   | Totale | Totale      | Totale     |
| Giocatore             | Presenze | Reti    | Ammonizioni | Espulsioni | Presenze | Reti     | Ammonizioni | Espulsioni | Presenze     | Reti         | Ammonizioni  | Espulsioni   | Presenze | Reti   | Ammonizioni | Espulsioni |
| --------------------- | -------- | ------- | ----------- | ---------- | -------- | -------- | ----------- | ---------- | ------------ | ------------ | ------------ | ------------ | -------- | ------ | ----------- | ---------- |
| R. Alborno            | 3        | 0       | 0           | 0          | -        | -        | -           | -          | 2            | 0            | 0            | 0            | 5        | 0      | 0           | 0          |
| M. Alhassan           | 18       | 1       | 7           | 1          | -        | -        | -           | -          | 2            | 0            | 1            | 0            | 20       | 1      | 8           | 1          |
| A.P. Baclet           | 8        | 1       | 1           | 0          | -        | -        | -           | -          | -            | -            | -            | -            | 8        | 1      | 1           | 0          |
| F. Bardi              | 35       | -39     | 4           | 0          | 2        | -5       | 0           | 0          | 1            | -2           | 0            | 0            | 38       | -46    | 4           | 0          |
| A. Barusso            | 11       | 0       | 8           | 0          | -        | -        | -           | -          | -            | -            | -            | -            | 11       | 0      | 8           | 0          |
| A. Bastrini           | 18       | 0       | 3           | 0          | -        | -        | -           | -          | -            | -            | -            | -            | 18       | 0      | 3           | 0          |
| B.M. Borges Fernandes | 21       | 4       | 2           | 0          | 2        | 0        | 0           | 0          | -            | -            | -            | -            | 23       | 4      | 2           | 0          |
| D. Buzzegoli          | 36       | 5       | 6           | 1          | 2        | 1        | 1           | 0          | 1            | 0            | 0            | 0            | 39       | 6      | 7           | 1          |
| R. Colombo            | 16       | 0       | 3           | 0          | 1        | 0        | 0           | 0          | -            | -            | -            | -            | 17       | 0      | 3           | 0          |
| A. Crescenzi          | 18       | 1       | 2           | 0          | 2        | 0        | 0           | 0          | -            | -            | -            | -            | 20       | 1      | 2           | 0          |
| L. Del Prete          | 15       | 0       | 5           | 1          | -        | -        | -           | -          | -            | -            | -            | -            | 15       | 0      | 5           | 1          |
| P. Faragò             | 16       | 2       | 0           | 0          | -        | -        | -           | -          | 1            | 0            | 0            | 0            | 17       | 2      | 0           | 0          |
| L. Ghiringhelli       | 22       | 1       | 5           | 0          | -        | -        | -           | -          | 2            | 0            | 0            | 0            | 24       | 1      | 5           | 0          |
| P.A. González         | 39       | 14      | 2           | 1          | 2        | 0        | 1           | 0          | 2            | 1            | 0            | 0            | 43       | 15     | 3           | 1          |
| D. Jensen             | -        | -       | -           | -          | -        | -        | -           | -          | 2            | 0            | 0            | 0            | 2        | 0      | 0           | 0          |
| T. Košický            | 6        | -6      | 0           | 0          | -        | -        | -           | -          | -            | -            | -            | -            | 6        | -6     | 0           | 0          |
| F. Lazzari            | 36       | 7       | 4           | 1          | 2        | 0        | 1           | 0          | -            | -            | -            | -            | 38       | 7      | 5           | 1          |
| M. Lepiller           | 23       | 6       | 1           | 0          | -        | -        | -           | -          | -            | -            | -            | -            | 23       | 6      | 1           | 0          |
| A. Libertazzi         | 2        | 1       | 0           | 0          | -        | -        | -           | -          | 1            | 0            | 0            | 0            | 3        | 1      | 0           | 0          |
| A. Lisuzzo            | 31       | 0       | 9           | 1          | 2        | 0        | 0           | 0          | 2            | 0            | 0            | 0            | 35       | 0      | 9           | 1          |
| C. Ludi               | 28       | 0       | 6           | 1          | 2        | 0        | 1           | 0          | -            | -            | -            | -            | 30       | 0      | 7           | 1          |
| F. Marianini          | 38       | 0       | 5           | 0          | 2        | 0        | 0           | 0          | 2            | 0            | 0            | 0            | 42       | 0      | 5           | 0          |
| A. Mehmeti            | 23       | 6       | 1           | 0          | 1        | 0        | 0           | 0          | -            | -            | -            | -            | 24       | 6      | 1           | 0          |
| L. Montipò            | 1        | -1      | 0           | 0          | -        | -        | -           | -          | -            | -            | -            | -            | 1        | -1     | 0           | 0          |
| S. Motta              | 7        | 0       | 0           | 0          | -        | -        | -           | -          | 2            | 1            | 0            | 0            | 9        | 1      | 0           | 0          |
| E. Panzeri            | 1        | 0       | 0           | 0          | -        | -        | -           | -          | -            | -            | -            | -            | 1        | 0      | 0           | 0          |
| F. Parravicini        | 11       | 1       | 1           | 0          | 1        | 0        | 0           | 0          | -            | -            | -            | -            | 12       | 1      | 1           | 0          |
| R. Perticone          | 28       | 2       | 6           | 1          | 2        | 0        | 0           | 0          | 1            | 0            | 0            | 0            | 31       | 2      | 6           | 1          |
| S. Pesce              | 33       | 6       | 9           | 1          | 2        | 0        | 1           | 0          | 2            | 0            | 0            | 0            | 37       | 6      | 10          | 1          |
| A. Peverelli          | -        | -       | -           | -          | -        | -        | -           | -          | 1            | 0            | 1            | 0            | 1        | 0      | 1           | 0          |
| F. Piovaccari         | 10       | 0       | 1           | 0          | -        | -        | -           | -          | 2            | 1            | 0            | 0            | 12       | 1      | 1           | 0          |
| R. Rubino             | 19       | 3       | 0           | 0          | 1        | 0        | 0           | 0          | -            | -            | -            | -            | 20       | 3      | 0           | 0          |
| H. Seferović          | 16       | 9       | 6           | 0          | 2        | 1        | 0           | 0          | -            | -            | -            | -            | 18       | 10     | 6           | 0          |
| E. Tonozzi            | -        | -       | -           | -          | -        | -        | -           | -          | 1            | -3           | 0            | 0            | 1        | -3     | 0           | 0          |
| F. Vicari             | 1        | 0       | 0           | 0          | -        | -        | -           | -          | -            | -            | -            | -            | 1        | 0      | 0           | 0          |